# Mariologia dei papi
La mariologia dei papi è uno studio teologico relativo al pensiero sviluppato dai vari pontefici nel corso della storia sul ruolo, sulle dottrine e sulle devozioni relative alla Beata Vergine Maria.
Lo sviluppo della mariologia nei secoli è stata influenzata da un numero variabile di fattori, tra i quali spiccano certamente le direttive pontificie che spesso hanno rappresentato pietre miliari. Esempi di influenze papali includono le feste mariane, le preghiere, l'accettazione di nuove congregazioni mariane, le indulgenze, il supporto alle apparizioni mariane (ad esempio nei casi emblematici di Lourdes e di Fátima) e le proclamazioni di dogmi mariani.
Diversi papi hanno fatto dei temi mariani una parte chiave del loro pontificato come ad esempio Leone XIII che ha dedicato undici encicliche al rosario, Pio XII che ha invocato (una sola volta nel suo pontificato) ex cathedra l'infallibilità papale per proclamare il dogma mariano e Giovanni Paolo II che ha costruito il suo stemma personale sulla croce mariana.
I papi hanno anche sottolineato i principali temi mariologici in collegamento con gli studi su Maria e sulla cristologia, come ad esempio nelle encicliche Mystici Corporis Christi di Pio XII e Redemptoris Mater di Giovanni Paolo II.

## Influenze papali sulla mariologia
I papi hanno sempre dato grande importanza allo sviluppo della dottrina e della venerazione della Beata Vergine Maria. Le loro decisioni prese in questo campo non si sono limitate al campo della venerazione (mariologia) ma anche alle pratiche ed alle devozioni mariane. I papi hanno promulgato editti per istituire nuove feste mariane, nuove preghiere a Maria nonché iniziative, sostegni a congregazioni mariane, indulgenze e speciali privilegi a chiese e santuari, supportando così personalmente la devozione alla Madonna.
Il formale riconoscimento delle apparizioni mariane (come ad esempio a Lourdes ed a Fátima) hanno avuto anche una certa influenza. Da Leone XIII, i papi hanno promosso costantemente la devozione mariana attraverso encicliche, lettere apostoliche e con due dogmi (sull'Immacolata Concezione e sull'Assunzione), la promulgazione degli anni mariani (Pio XII, Giovanni Paolo II), visite a santuari mariani (Benedetto XVI nel 2007) e dando supporto attivo ai padri conciliari del Concilio Vaticano II nel sottolineare l'importanza della venerazione mariana (papi Giovanni XXIII e Paolo VI) con la Lumen gentium.
I pontefici indirizzarono anche gli insegnamenti della chiesa alla mariologia, pur usando le dovute precauzioni in materia: nel 1674, ad esempio, papa Clemente X (1670–1676) mise all'indice dei libri di pietà mariana (come Avvisi salutarii della Virgine ai suoi devoti indiscreti). Dopo il Concilio di Trento, vennero fondate diverse fraternità mariane, imbevute di pietismo mariano, di cui ad ogni modo non tutte vennero approvate. Non tutti i papi manifestarono la medesima visione e devozione alla Madonna.

## I secoli XIII-XVII

### Clemente IV
Papa Clemente IV (1265–1268) compose una poesia sulle sette gioie di Maria, che nella sua forma è considerata una prima versione del Rosario francescano

### Pio V
Il 17 settembre 1569 papa Pio V emise la bolla papale Consueverunt Romani Pontifices che sostanzialmente stabilì l'attuale configurazione del Rosario. Prima della Battaglia di Lepanto nel 1571 papa Pio V richiese che il popolo dell'Europa intera pregasse il Santo Rosario. Dopo la vittoria della Lega Santa, egli dichiarò il giorno della vittoria della battaglia quale festività di Nostra Signora del Rosario.

### Clemente VIII
Papa Clemente VIII  (1592–1605) considerò la pietà mariana la base delle riforme della Chiesa ed emise la bolla Dominici gregis (3 febbraio 1603) per condannare le negazioni popolarmente diffuse sulla verginità di Maria. Egli approvò delle congregazioni mariane e supportò la cultura del rosario con 19 bolle papali.

### Clemente X
Papa Clemente X (1670–1676) promosse la pietà mariana con indulgenze e privilegi a ordini religiosi e città per celebrare particolari feste mariane. Si oppose al pietismo mariano proposto da Louis de Montfort (canonizzato da papa Pio XII) con una bolla pubblicata il 15 dicembre 1673 e pose fuori legge alcune manifestazioni di devozione mariana popolare. Molte bolle da lui emesse fecero frequente riferimento al Rosario.

## XVIII secolo

### Clemente XI
Papa Clemente XI (1700–1721) preparò il terreno di lavoro per la proclamazione poi del dogma dell'Immacolata Concezione nell'Ottocento. Egli permise l'uso del titolo "Immacolata Concezione" ed istruì il Sant'Uffizio nel 1712 a non perseguitare quanti invocassero Maria con tale titolo. La festa dell'Immacolata Concezione, che era presente solo in alcune regioni, venne prescritta per l'intera Chiesa. Il papa raccomandò gli insegnamenti di Louis de Montfort e lo nominò "missionario apostolico di Francia" Il 3 ottobre 1716, Clemente XI estese la festa della Madonna del Rosario alla Chiesa universale.

### Benedetto XIII
Papa Benedetto XIII (1724–1730) prescrisse diverse indulgenze a supporto della preghiera del Rosario, processioni e preghiere al rosario per i "15 giorni mariani". Mise fuori legge il rosario serafino nel 1727 ed estese le feste dei Sette Dolori e del Monte Carmelo all'intera Chiesa.

### Clemente XII
Papa Clemente XII (1758–1769) mise al bando tutte le litanie mariane eccetto quelle di Loreto. Nel 1770 permise alla Spagna di avere l'Immacolata come propria patrona e nel 1767 garantì alla Spagna di aggiungere il titolo di Maria Immacolata alle proprie litanie.

### Benedetto XIV
Papa Benedetto XIV scrisse un libro per i giorni festivi di Cristo e della Madonna - De festis Christi at BMV Egli supportò la congregazione mariana della Sodalità di Nostra Signora con la bolla Gloriosae Dominae, emessa il 27 settembre 1748, ed incrementò le indulgenze a quanti pregassero il Santo Rosario.

### Clemente XIV
Papa Clemente XIV (1769–1775) si confrontò con le rivolte nell'Italia meridionale per le celebrazioni e le processioni relative all'Immacolata Concezione. Garantì un privilegio ai francescani di Palermo di celebrare la festa dell'Immacolata Concezione solennemente. Successivamente lo stesso pontefice estese tale privilegio ad altri ordini, ma solo per messe private. Pose fuori legge la fraternità dell'Immacolata Concezione ma confermò l'ordine cavalleresco col medesimo nome. Promise al re di Spagna la dogmatizzazione dell'Immacolata Concezione ma non riuscì a portare a termine il compito.

## XIX secolo

### Pio IX

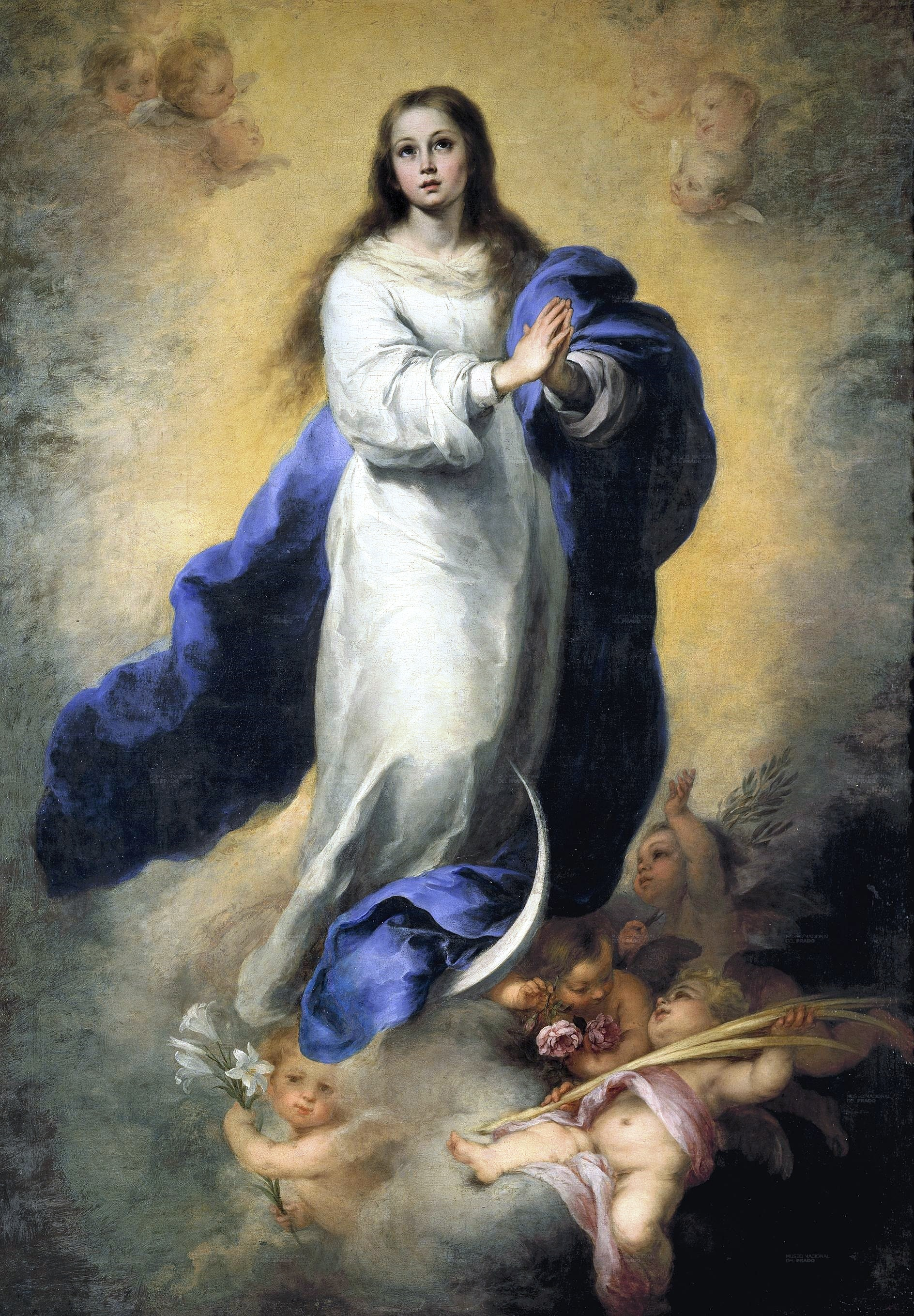
Pio IX dogmatizza l'Immacolata Concezione nel 1854. (Murillo, L'Immacolata Concezione dell'Escorial, 1660-1665)

La mariologia di papa Pio IX (1846–1878) rappresenta uno sviluppo significativo della teologia cattolica, dal momento che essa portò al dogma dell'Immacolata Concezione. La teologia cattolica nel XIX secolo fu completamente dominata dalle disposizioni circa l'Immacolata Concezione e la Vergine Maria. Durante il pontificato di Pio IX le petizioni relative alla dogmatizzazione dell'Immacolata giungevano continuamente e pertanto nel 1848 il pontefice decise di nominare una commissione teologica per analizzare la possibilità di promulgare un dogma mariano in tal senso.
Nel 1848 il papa venne costretto a lasciare Roma, quando il movimento rivoluzionario della Repubblica Romana sovvertì l'ordine costituito nello Stato Pontificio e nella capitale stessa. Dal suo esilio a Gaeta, il pontefice emise l'enciclica Ubi primum, chiedendo l'opinione dei vescovi sull'Immacolata Concezione, un nuovo modello di approccio collegiale mai visto in precedenza nella storia del papato. Più del 90% dei vescovi richiese a gran voce la dogmatizzazione. Pio IX si mosse cautamente, ed il 10 maggio 1852 nominò una commissione composta da venti teologi per preparare una bozza del testo del dogma. Al completamento di questo lavoro, il 2 dicembre 1852, chiese alla commissione dei cardinali di rifinire il testo.
Questo dogma influenzò a sua volta quello dell'Assunzione nel Novecento. L'approccio di Pio IX alla collegialità nella chiesa venne citato e ripreso anche a papa Pio XII quando, con l'enciclica Deiparae Virginis Mariae, chiese ai vescovi il loro parere sulla possibilità di istituire un dogma per l'Assunzione della Vergine Maria.

#### La proclamazione del dogma dell'Immacolata Concezione nel 1854
Fu solo nel 1854 che Pio IX, col supporto della maggioranza dei vescovi cattolici, poté proclamare il dogma dell'Immacolata Concezione. Otto anni prima, nel 1846, il papa aveva ottenuto l'assenso unanime dei vescovi degli Stati Uniti, ed aveva proclamato l'Immacolata patrona degli USA. Durante il Concilio Vaticano I, più di 108 padri conciliari avevano richiesto di aggiungere le parole "Vergine Immacolata" alla preghiera Salve Regina ed alle Litanie di Loreto. Alcuni padri richiesero che il dogma dell'Immacolata Concezione fosse incluso nel Credo della Chiesa, ma Pio IX si oppose.

#### Rifiuto del dogma dell'Assunzione
Durante il Concilio Vaticano I vennero presentate nove petizioni mariologiche a favore di un possibile dogma dell'Assunzione, ma a queste si opposero fermamente alcuni padri conciliari, in particolare quelli tedeschi. L'8 maggio i padri rigettarono la dogmatizzazione dell'Assunzione, con la condivisione di Pio IX, ma si accordarono per definire Maria nella sua natura materna e la definirono "Madre di tutte le Grazie".
Pio IX credeva personalmente nell'Assunzione di Maria, e riconobbe le strette relazioni di tale atto con l'Immacolata Concezione, ma ciò che lo fece desistere dalla dogmatizzazione di quel principio sia per l'opportunità del periodo e perché ancora persistevano problematiche da sciogliere in quel campo. Egli attribuì comunque alla Madonna la sua salvezza nell'avventurosa fuga da Roma per Gaeta nel 1848.

### Leone XIII

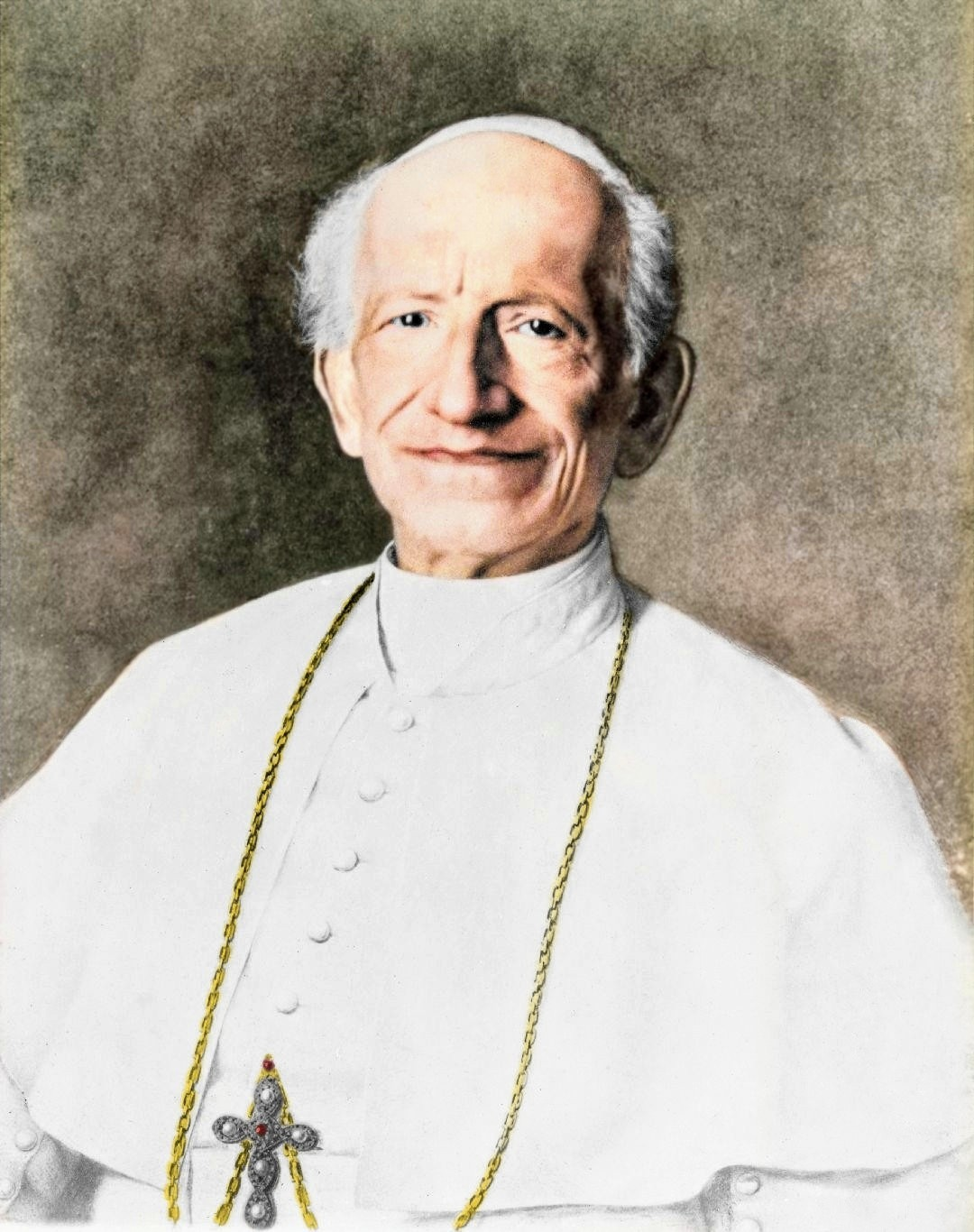
Papa Leone XIII

Nella sua enciclica pubblicata per il 50º anniversario della proclamazione del dogma dell'Immacolata Concezione, papa Leone XIII ribadì il ruolo di Maria nella redenzione dell'umanità. La sua mariologia venne specificatamente influenzata da San Tommaso d'Aquino, in particolare nella sua visione di Maria nell'Annunciazione. L'enfasi di Leone nella frase per Maria a Cristo è stata la chiave della direzione della mariologia cattolica romana, con una visione mariologica derivata direttamente dalla cristologia, ed il Rosario come via.
Papa Leone XIII (1878–1903) ha pubblicato un numero record di encicliche sul Rosario, istituendo la pratica quotidiana del Rosario durante il mese di ottobre, creando nel 1883 la festa della Regina del Santo Rosario. Leone XIII promulgò le devozioni mariane tramite undici encicliche sul Rosario. Cent'anni dopo la sua morte, Leone XIII è stato ancora citato in questo senso da Giovanni Paolo II e da Benedetto XVI.
Egli ha applicato l'analisi mariana di Louis de Montfort all'analisi dell'intera Chiesa. Leone applicò attivamente la sua autorità papale al supporto della venerazione di Maria nei luoghi delle sue apparizioni. Dopo aver benedetto l'apertura della chiesa di Lourdes, egli emise la lettera apostolica Parte humanae generi a supporto dei pellegrinaggi a Lourdes ed in altri santuari mariani.
Leone XIII dichiarò la Vergine di Montserrat patrona della Catalonia, ed istituì la festa della Medaglia miracolosa nel 1894. Contannò le eresie nel frattempo comparse sull'Immacolata Concezione e discusse la relazione tra Maria e San Giuseppe nell'enciclica Quanquam Pluries (15 agosto 1889).
Leone XIII spiegò l'importanza del Rosario come strada verso Dio, dal Padre al Figlio, attraverso la Madre, e da lei all'umana razza. Il Rosario è un mezzo vitale per partecipare alla vita di Maria e trovare quindi la via per Cristo.

#### Il ruolo di mediatrice

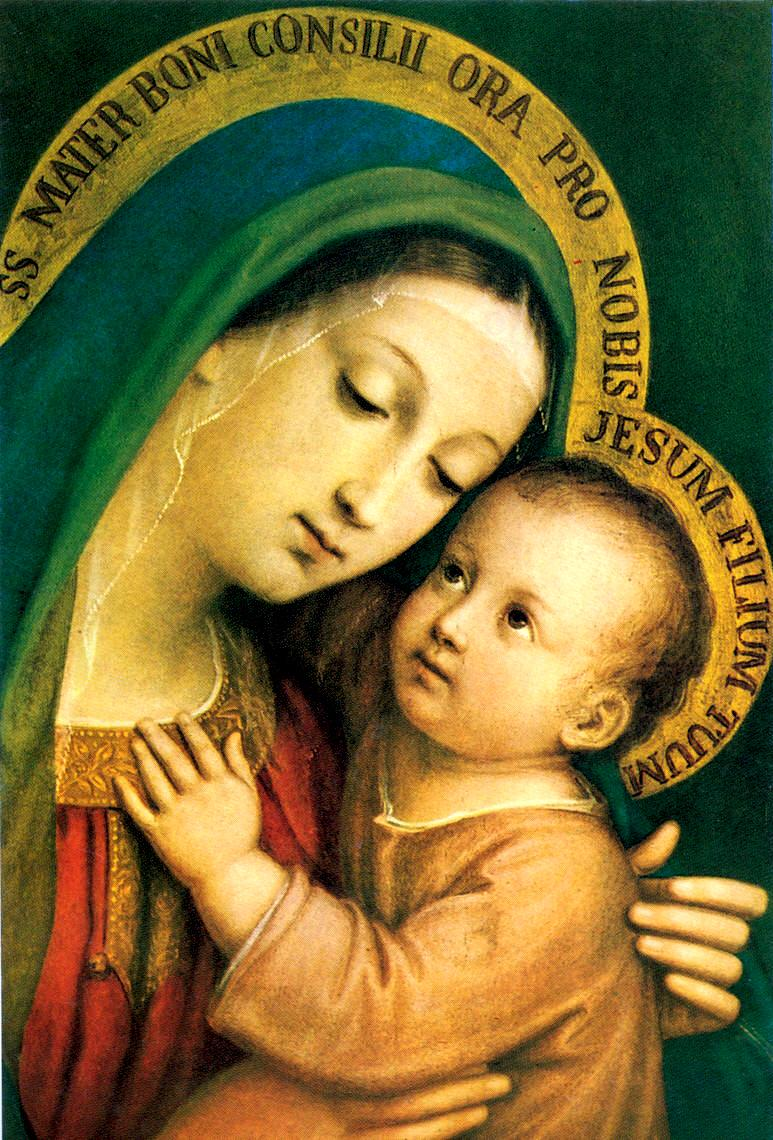
Leone XIII fu devoto della Madonna del Buon Consiglio ed incluse la sua invocazione nelle Litanie di Loreto. Questa immagine realizzata da Pasquale Sarullo, il cui originale si trova presso Genazzano, non lontano da Roma, era cara a Leone XIII. Pio XII pose anch'egli il proprio pontificato sotto la Madonna del Buon Consiglio e compose in suo onore una preghiera.

Leone XIII fu il primo papa ad abbracciare pienamente il concetto di Maria come mediatrice. Nelle sue encicliche sul Rosario, egli descriveva la Vergine Maria come mediatrice di tutte le grazie. Nel 1883 scrisse che niente è più salvifico né più potente del chiedere il supporto della Vergine, mediatrice di pace con Dio e delle grazie celesti. Nella sua enciclica sul Rosario dal titolo Octobri Mense, egli stabilì come Maria fosse amministratrice delle grazie sulla Terra e quindi ella fosse parte dell'opera salvifica di Cristo.
In Dei Matris egli notò come Maria fosse mediatrice di grazie presso Cristo, che è anche nostro fratello In Jucunda Semper, Leone XIII spiegò che la ragione profonda del perché i cattolici cercano la protezione di Maria attraverso la preghiera è da ricercarsi nel fatto che ella si propone come mediatrice delle grazie divine. In Augustissimae Virginis Mariae, scrisse che il chiamare Maria è il miglior modo per essere ascoltati da Dio e trovare la sua grazia.
Da San Tommaso d'Aquino, Leone XIII prese in prestito la nozione che Maria, nell'ora dell'Annunciazione, assunse il ruolo di coadiutrice del ministero della redenzione. Per questo tutti i cristiani possono dirsi nati tramite Maria, portati nel suo ventre con Gesù e per questo tutti i cristiani possono dirsi suoi figli.

## XX secolo

### Pio X
Papa Pio X (1903–1914) promosse la pratica della comunione quotidiana. Nella sua enciclica del 1904 dal titolo Ad diem illum, egli interpreta Maria nel contesto del "restauro di ogni cosa in Cristo". Spiritualmente noi siamo tutti figli di Maria ed ella è nostra madre e pertanto ella deve essere adorata come madre Cristo è il Verbo fatto carne e Salvatore dell'umanità. Egli ha il corpo fisico come ogni altro uomo, ma essendo il Salvatore dell'umanità egli ha anche il corpo spirituale e mistico, la Chiesa. Tutto ciò, secondo il pontefice, ci perviene proprio dalla Vergine Maria.
È stato Dio attraverso Maria a donare a Gesù la sua natura umana per renderlo redentore dell'umanità. Maria, portando dentro di sé il Salvatore, ha portato con sé anche la vita che il Salvatore portava con sé e la sua salvezza per l'uomo. Pertanto i fedeli in Cristo sono membra del suo corpo e della sua carne, delle sue ossa che il ventre di Maria ci ha consentito di riunire. (S. Aug. L. de S. Virginitate, c. 6).

### Benedetto XV
Papa Benedetto XV (1914–1922) fu un ardente mariologista, devoto alla venerazione mariana ed aperto a nuove prospettive teologiche. Egli personalmente inviò delle lettere ai pellegrini di diversi santuari mariani. Nominò Maria patrona della Baviera e permise al Messico la festa della Madonna di Guadalupe. Per sottolineare il suo supporto al ruolo di maria come mediatrice, autorizzò la festa di Maria Mediatrice di tutte le Grazie. Condannò le immagini di Maria vestita con abiti sacerdotali il 4 aprile 1916.
Durante la prima guerra mondiale, Benedetto pose il mondo sotto la protezione della Vergine Maria ed aggiunse l'invocazione Maria Regina della Pace alle Litanie di Loreto. Promosse la venerazione mariana in tutto il mondo elevando venti santuari al ruolo di basiliche minori, come nel caso dell'abbazia di Ettal in Baviera. Egli promosse anche la devozione mariana nel mese di maggio secondo lo spirito di Louis de Montfort La costituzione dogmatica della Chiesa nel Concilio Vaticano II prese spunto anche dagli scritti di Benedetto XV.
Nella sua enciclica Efrem il Siro egli ha sottolineato la figura di Efrem come modello di devozione mariana. Papa Benedetto non ha emesso un'enciclica mariana ma ha indicato Maria come co-redentrice nella sua lettera apostolica Inter Soldalica pubblicata il 22 marzo 1918.
- Come la Vergine Maria non ha preso parte alla vita pubblica di Gesù Cristo e poi, altrettanto improvvisamente, appare alle stazioni della sua croce, essa non l'ha fatto senza un'intenzione divina. Ella ha sofferto con la sofferenza del figlio morente, come se stesse morendo lei stessa. Per la salvezza del genere umano, ha rinunciato ai suoi diritti come madre di suo figlio e lo ha sacrificato per permettere la riconciliazione della divina giustizia. Si potrebbe dunque dire che ella ha redento con Cristo la razza umana.[23]

### Pio XI
Papa Pio XI governò la chiesa dal 1922 al 1939. Durante il suo pontificato, venne valutata la possibilità di un dogma sull'Assunzione di Maria. Egli concesse alla Francia il patronato di Maria Assunta in Cielo il 22 marzo 1922. Nel 1930, inviò un delegato pontificio alle celebrazioni alla casa di Maria a Loreto e nel 1931, 1500 anni dopo il Concilio di Efeso, chiese alla chiesa ortodossa di venerare insieme Maria come mediatrice per ricomporre lo scisma tra le due chiese. In molte sue lettere apostoliche supportò la preghiera del Santo Rosario. Nel 1931, istituì la festa della maternità di Maria. Pio XI citò sovente San Bernardo di Clairvaux: “Tutto abbiamo tramite Maria”.

### Pio XII

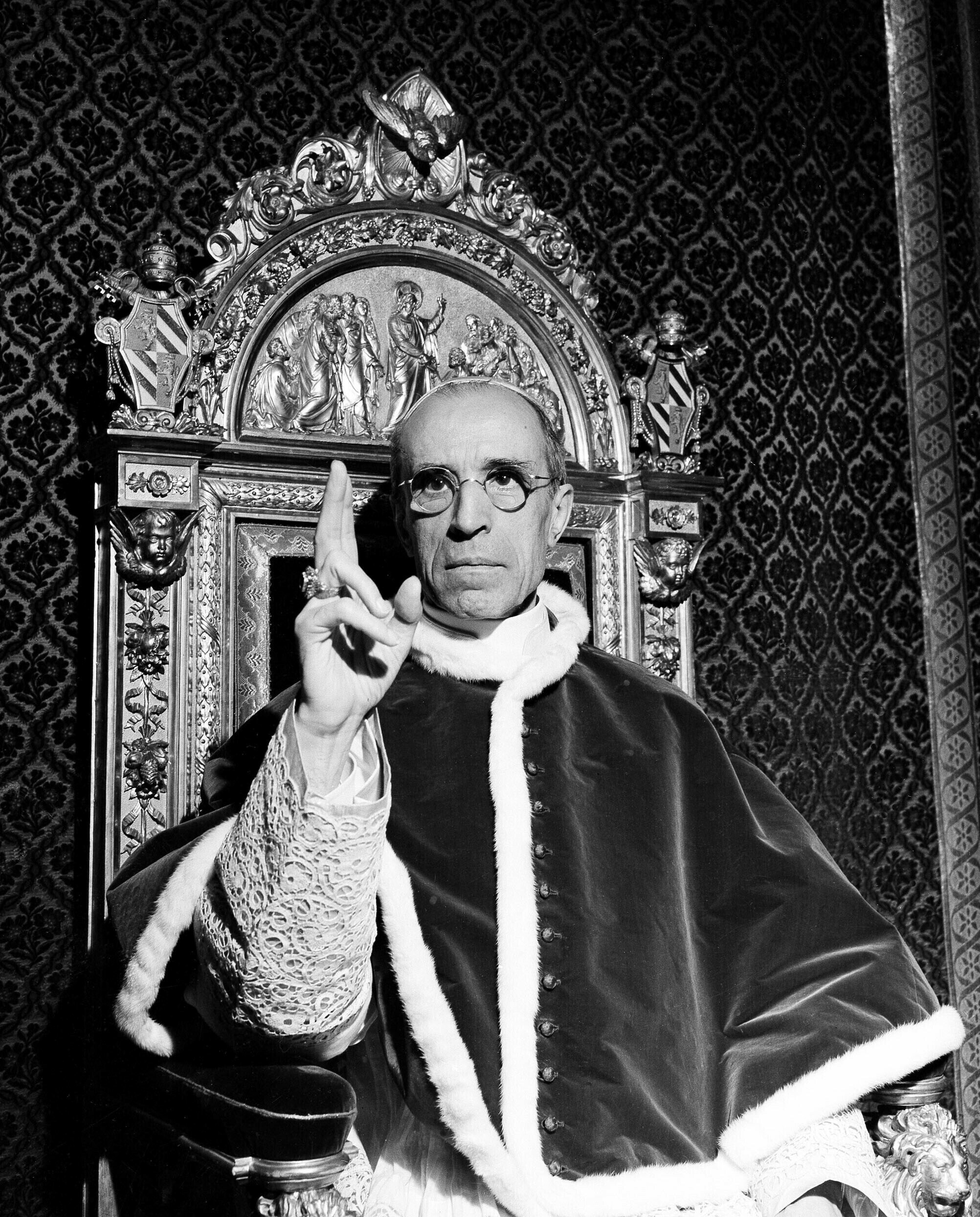
Papa Pio XII

Eugenio Pacelli fu devoto della Vergine Maria sin da ragazzo, ed ebbe in venerazione due immagini particolarmente note a Roma della Madonna: la Madonna Della Strada, e la Salus Populi Romani.
Papa Pio XII venne definito il papa più mariano della storia della chiesa. Egli pose il proprio pontificato sotto la protezione della Vergine sin dalla prima messa pubblica.
Nell'enciclica del 1943 Mystici Corporis Christi, Pio XII parò del dogma del 1854 sull'Immacolata Concezione promulgato da Pio IX. Maria, la cui anima senza peccato originale venne riempita dello spirito divino di Ges Cristo sopra tutte le altre anime, "in nome dell'intera razza umana" diede il proprio consenso "per un matrimonio spirituale tra il Figlio di Dio e l'umana natura", elevando con questo l'umanità dal mondo del puramente materiale. Tramite le sue potenti preghiere, ella è in grado di ottenere che lo spirito del Redentore discenda sulla Chiesa. Egli ribadì che Maria era la madre di Cristo e con lui di tutti i cristiani, ed ella regna in Paradiso col Figlio, in anima e corpo, rifulgente di gloria.
Molti dei santi canonizzati da Pio XII furono profondamente devoti alla Madonna, come Pietro Chanel, Jeanne de Lestonnac, Papa Pio X, Catherine Labouré ed Antonio Maria Claret.

#### Fátima
Pacelli venne consacrato arcivescovo nella Cappella Sistina da papa Benedetto XV il 13 maggio 1917, il medesimo giorno della prima apparizione della Madonna di Fátima. Il suo segretario di stato, il cardinale Luigi Maglione, disse in seguito che il papa fu sempre molto influenzato da questo fatto e dal parallelismo creatosi tra la sua consacrazione episcopale e l'apparizione della Madonna a Fátima. Riferendosi alla sua consacrazione episcopale, Pio XII disse:
- Nella medesima ora in cui il Signore poneva sulle nostre spalle la Chiesa, sulla montagna di Fátima appariva per la prima volta la Regina Bianca del Santo Rosario, come se la Madre di Grazia volesse indicare che i turbolenti momenti del nostro pontificato, nel bel mezzo della grande crisi della storia umana, avessero sempre la sua materna e vigilante assistenza che ci avrebbe protetto e guidato.[30]

Il cardinale Federico Tedeschini, che era presente alla consacrazione del 1917, disse inoltre: "Il pontificato di Pio XII è tutto focalizzato sul 13 maggio a Fátima. Fu Nostra Signora di Fátima che collegò la persona al futuro Eugenio Pacelli, consacrandolo tramite le mani di papa Benedetto XV al vero sacerdozio giorno dopo giorno, ora dopo ora, sempre con la Beata Vergine discesa a Fátima. Il 13 maggio è una data incisa in tutti i nostri cuori, e ancor più in quello del papa.
Il 13 maggio 1942, nel 25º anniversario della prima apparizione e nel giubileo d'argento della consacrazione episcopale di papa Pio XII, il Vaticano pubblicò il messaggio segreto consegnato a Fátima. Nel maggio del 1946, egli autorizzò il suo rappresentante personale, il cardinale Benedetto Aloisi Masella, a presiedere all'incoronazione canonica dell'immagine della Madonna di Fátima a Fátima, in Portogallo. La Vergine fedelissima non ha ma negato la verità riposta in lei. Ella l'ha trasformata in una fontana di grazie, fisiche e spirituali, per tutto il Portogallo e da lì oltre tutte le frontiere, in tutta la Chiesa e in tutto il mondo
Il 18 maggio 1950, il papa inviò un messaggio al popolo del Portogallo: "Possa il Portogallo non dimenticare mai il messaggio celeste di Fátima il quale, prima di qualunque altro, l'ha benedetto. Mantenere Fátima nel vostro cuore e tradurre Fátima nei fatti, è la miglior garanzia di ulteriori grazie”

#### Anno mariano
L'8 settembre 1953 con l'enciclica Fulgens corona, Pio XII divenne il primo papa a indire un anno mariano, pratica continuata poi da Giovanni Paolo II nel 1987. Per l'anno mariano del 1954 vennero incluse delle iniziaive di area mariologica, eventi culturali, incontri sociali e di carità

#### Lourdes

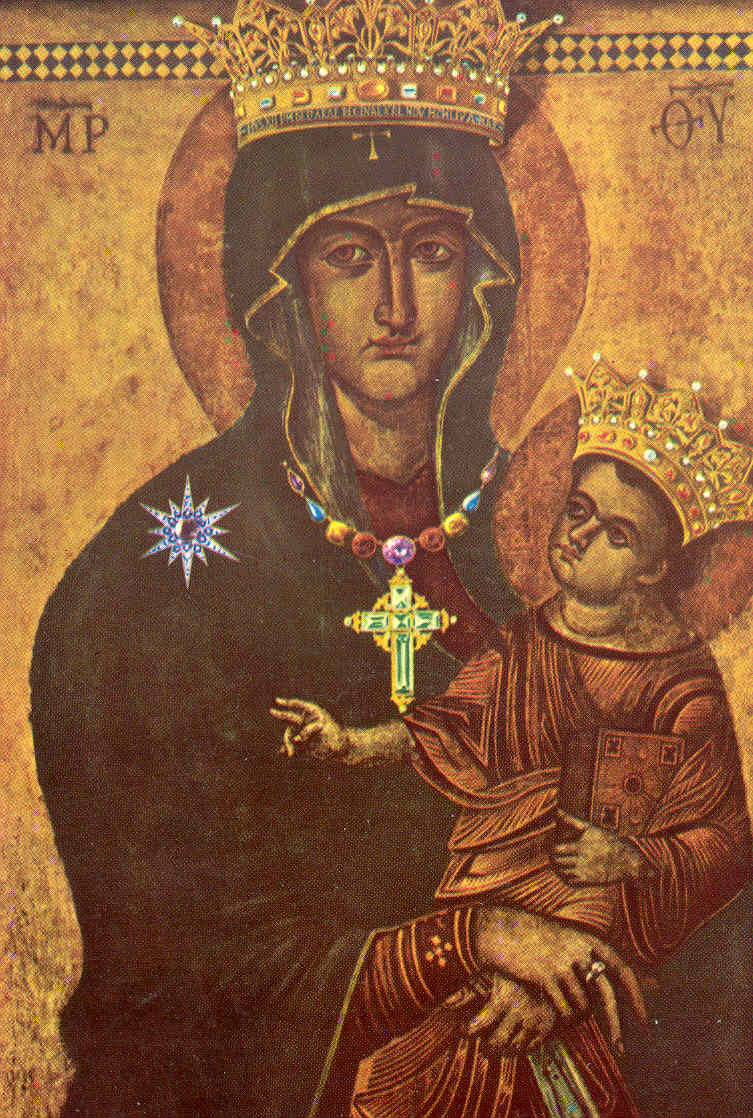
Il 1º aprile 1899, Eugenio Pacelli celebrò la sua prima messa davanti all'immagine della Salus Populi Romani. Cinquant'anni dopo, coronò l'immagine durante l'anno mariano 1954.

L'enciclica Le pèlerinage de Lourdes, venne emessa il 2 luglio 1957 e rappresenta il più forte pronunciamento di un papa nel suo magistero sulle apparizioni mariane nel corso della storia dell'intera Chiesa. In esso, Pio XII richiamava alla memoria il propri pellegrinaggio a Lourdes come delegato pontificio per le celebrazioni mariane ed eucaristiche del 1937. Il papa ricordò la fede della Francia, e di come "ogni terra cristiana sia terra mariana" e pertanto che "non vi è alcuna nazione non redenta dal sangue di Cristo che non possa proclamare Maria quale sua madre e patrona" Dopo un breve excursus sulla storia della venerazione mariana nella storia della Chiesa, Pio XII narrò la storia di Lourdes ed i suoi personali contributi alla sua venerazione, ribadendo come il messaggio di Bernadette debba essere d'esempio per tutte le famiglie cristiane nella loro missione quotidiana nella società, come pure nelle coppie sposate dove gli sposi devono consacrarsi reciprocamente alla santità ed al mantenimento di un'atmosfera pura ove crescere i propri figli.
Pio XII ha precisato come la Madonna guardi ai suoi figli con particolare affetto, anche ai più poveri, anche agli afflitti che Gesù amava tanto.
- Andate a lei, voi che siete schiacciati dalla miseria materiale, senza difese contro le avversità della vita e l'indifferenza degli uomini. Andate a lei, voi che siete assillati dalle tristezze e dalle preoccupazioni. Andate a lei, amati invalidi e infermi, voi sarete sempre bene accolti e onorati a Lourdes come immagine della sofferenza di nostro Signore. Andate a lei e ricevete la pace del cuore, la forza per i vostri compiti quotidiani, la gioia nel sacrificio della vostra offerta.[36]

Il pontefice disse che la Vergine Immacolata conosceva le vie segrete con cui la grazia opera nelle anime. Ella conosce anche l'alto prezzo con cui Dio ha sofferto, unito al Salvatore. L'enciclica si chiude con una citazione di San Bernardo di Clairvaux: "Tra pericoli, difficoltà e dubbi, pensate a Maria, invocate l'aiuto di Maria... Se la seguirete, non vagherete senza meta; se la supplicherete, non perderete la speranza; se rifletterete su di lei, non errerete; se vi supporta, non sbaglierete; se vi proteggerete, non avrete da temere; se vi condurrà per mano, non vi stancherete mai; se vi sarà propizia, raggiungerete l'obbiettivo."

#### Consacrazione al Cuore Immacolato di Maria
Il 31 ottobre 1942 Pio XII consacrò l'umanità e poi la Russia al Cuore Immacolato di Maria. In quello stesso giorno, tramite un messaggio radio, informò la popolazione del Portogallo delle apparizioni di Fátima e della consacrazione avvenuta, con una specifica menzione per la Russia. L'8 dicembre successivo, il pontefice ufficialmente e solennemente stabilì tale consacrazione con una cerimonia nella Basilica di San Pietro a Roma.
La consacrazione al Cuore Immacolato di Maria che ebbe luogo nel 1942, avvenne appena prima degli eventi più significativi della seconda guerra mondiale. Pio XII consacrò a Maria non solo la Chiesa ma l'intera umanità, come "padre del cristianesimo" e rappresentante di Cristo in Terra (Mt. 28:18). La solenne consacrazione venne pronunciata mentre le truppe tedesche al comando del generale Erwin Rommel avevano già conquistato dei punti strategici nel Nord Africa e stavano avanzando per occupare il Canale di Suez. Nel Pacifico, dopo Pearl Harbor, le forze imperiali giapponesi avevano occupato ulteriore territorio e in Russia si stava sperimentando l'espansione dell'invasione tedesca. In questa situazione, Pio XII, come i suoi predecessori, ripose speranza nella preghiera. Quel 31 ottobre egli chiese di pregare Maria con l'appellativo di Regina della Pace.
Nel 1944, Pio XII prescrisse l'istituzione della festa del Cuore Immacolato di Maria per l'intera Chiesa e pose il suo pontificato ancora una volta sotto lo speciale patronato della Vergine, Nella sua lettera apostolica del 7 luglio 1952, Sacro Vergente, il papa consacrò ancora una volta la Russia alla Vergine Maria.
Il 1º maggio 1948, con la lettera apostolica Auspicia quaedam, Pio XII richiese la consacrazione di ogni famiglia al Cuore Immacolato di Maria, di ogni parrocchia e di ogni diocesi. “E' nostra volontà, di conseguenza, che ovunque vi sia l'opportunità, questa consacrazione abbia luogo in ogni diocesi, in ogni parrocchia, in ogni famiglia."

#### Mariologia di Pio XII
Nella proclamazione del dogma dell'Immacolata Concezione nel 1854, papa Pio IX definì la Vergine come concepita senza peccato originale, in quanto madre di Dio e nostra madre. Pio XII costruì su questo fatto la sua enciclica Mystici Corporis Christi, la quale riassume perfettamente la sua mariologia: Maria, la cui anima senza peccato venne riempita dello spirito divino di Gesù Cristo sopra tutte le altre anime, "in nome dell'umanità" ha dato il proprio consenso "ad un matrimonio spirituale tra il Figlio di Dio e l'umana natura", elevando quindi l'uomo oltre il regno del puramente materiale. Divenuta madre del Creatore, ella è di conseguenza madre di tutti i cristiani.

#### L'adozione del dogma dell'Assunzione
Nel 1950 Pio XII definì l'Assunzione di Maria come un dogma della chiesa cattolica. Questo fu il primo esercizio ex cathedra dell'infallibilità papale dal Concilio Vaticano I. Il 1º novembre di quello stesso anno, papa Pio XII definì il dogma dell'Assunzione:
"Per autorità di Nostro Signore Gesù Cristo, dei Beati Apostoli Pietro e Paolo e per nostra personale autorità, pronunciamo, dichiariamo e definiamo la rivelazione divina di un dogma: che l'Immacolata Madre di Dio, la Vergine Maria, ha completato il corso della propria vita ed è stata assunta corpo e anima nella gloria celeste."
Il dogma dell'assunzione corporea di Maria al cielo è il coronamento della teologia di Pio XII. L'atto venne preceduto nel 1946 dall'enciclica Deiparae Virginis Mariae che chiedeva a tutti i vescovi cattolici di esprimere la loro opinione su una possibile dogmatizzazione del fatto. Nel dogma, ad ogni modo, la frase "ha completato il corso della sua vita terrena" ha lasciato aperta la questione se la Vergine Maria sia morte prima della sua Assunzione o se sia stata assunta prima della sua morte. L'Assunzione fu un dono dato a Maria in quanto Madre di Dio e pertanto rappresenta una promessa per tutta l'umanità.

#### Nuove festività mariane
Papa Pio XII istituì la festa del Cuore Immacolato di Maria nel 1944 da celebrarsi ogni 22 agosto, in coincidenza con l'ottava dell'Assunzione (nel 1969, papa Paolo VI spostò la festa del Cuore Immacolato di Maria al sabato immediatamente successivo alla solennità del Sacro Cuore di Gesù).

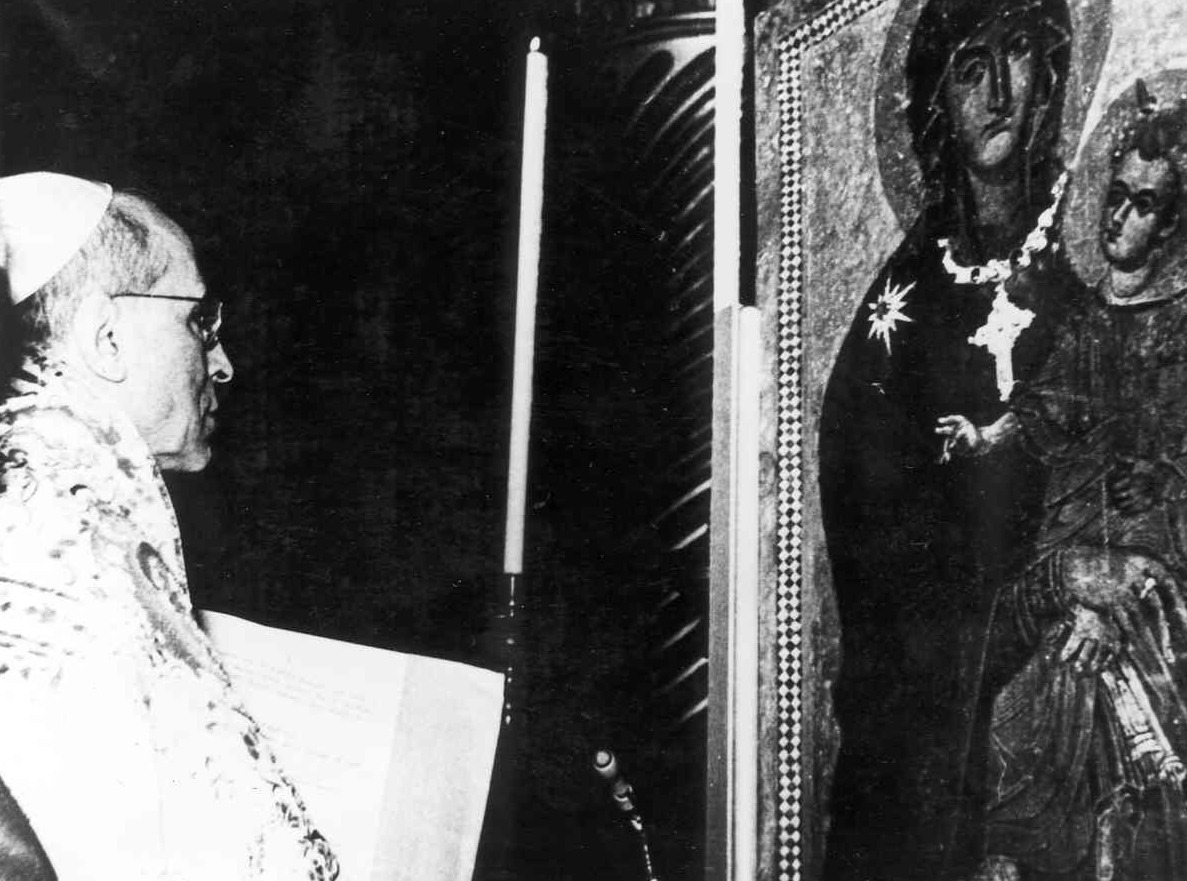
L'incoronazione della Madonna Salus Populi Romani a Roma ad opera di papa Pio XII nel 1954, in contemporanea al suo annuncio della festa mariana per la regalità di Maria.

L'11 ottobre 1954, con l'enciclica Ad Caeli Reginam, Pio XII introdusse una nuova festa mariana, la Regalità di Maria.
In molte encicliche e lettere apostoliche al popolo della Polonia e di altri paesi oltre la cortina di ferro, il papa espresse il trionfo imminente della Vergine Maria sui suoi nemici.
In quanto assunta in Cielo, dice Pio XII, Maria si trova con Gesù Cristo, suo figlio divino, e di conseguenza deve essere chiamata regina, non solo per essere la madre del Salvatore, ma anche perché Dio le ha dato un ruolo eccezionale nell'opera di salvezza dell'umanità. L'enciclica suggerisce che Cristo, in quanto nostro redentore, è Signore e re e pertanto la Vergine Maria è nostra regina, avendo permesso di sostanziare la redenzione umana.
Paolo VI sposterà la festa della Madonna Regina dal 31 maggio al 22 agosto, associandola alla festa dell'Assunzione.

#### Scritti mariologici
Due sono le encicliche che più di ogni altre rappresentano gli scritti mariologici e la visione in tal senso di Pio XII: l'enciclica Fulgens corona pubblicata l'8 settembre 1953 che annunciava l'avvento dell'anno mariano del 19454 ed il centenario della proclamazione del dogma dell'Immacolata Concezione. Il secondo scritto fu certamente l'enciclica Ad Caeli Reginam che rappresenta anch'essa la sintesi della mariologia piana.

#### Ricerche mariologiche
Pio XII supportò fortemente le ricerche mariane con la fondazione e l'ampliamento dei centri di ricerca mariologici a Roma.  Nel 1950 e nel 1958 autorizzò l'istituzione di ricerche accademiche sulla venerazione di Maria nel cattolicesimo grazie anche all'opera di personaggi di rilievo nel mondo teologico dell'epoca come Gabriel Roschini, Raimondo Spiazzi, Otto Faller e Sebastian Tromp. Roschini venne nominato capo del Marianum, Spiazzi e Tromp vennero resi partecipe nella redazione delle encicliche, Faller ricevette un riconoscimento pontificio per il suo lavoro. Tra le opere mariologiche che presero vita durante il pontificato di Pio XII si ricordano:
- Academia Mariana Salesiana che divenne parte dell'università pontificia. L'accademia supportava gli studi salesiani e la venerazione della Vergine Maria nella tradizione di don Bosco.[7]
- Centro Mariano Montfortano, nel 1950, venne spostato di sede da Bergamo a Roma. Il centro promulgò gli insegnamento di Louis de Montfort, già canonizzato da Pio XII. Esso pubblicò mensilmente il periodico Madre e Regina attraverso il quale venivano diffusi gli insegnamenti di Montfort.[7]
- Marianum venne creato nel 1950 ed affidato all'ordine dei Serviti. Come istituto universitario venne autorizzato a concedere lauree tra cui il dottorato in teologia. Dal 1976, ogni due anni, il Marianum organizza delle conferenze internazionali per trovare un nuovo modo per consentire alla società moderna di rapportarsi al mistero di Maria.[7]
- Collegamento Mariano Nazionale (1958) fu l'ultima iniziativa mariana di papa Pio XII. Essa andò a coordinare le attività mariane in Italia, organizzando pellegrinaggi e studi mariani settimanali per i sacerdoti. Inoltre iniziò anche la pubblicazione del giornale "Madonna".[7]

Di queste organizzazioni, il Marianum fu certamente il centro mariologico più attivo a Roma. Il pontificio istituto, venne fondato da padre Gabriel Roschini (che lo diresse personalmente per anni) sotto la presidenza di papa Pio XII nel 1950. Al Marianum era possibile per la prima volta ottenere il dottorato in mariologia (2 anni di programma accademico). La biblioteca dell'istituto conserva al proprio interno 85.000 volumi sulla mariologia oltre a numerose riviste e giornali sulla materia. Marianum è inoltre il giornale di teologia mariana fondato da padre Roschini nel 1939.

### Giovanni XXIII
Il 30 novembre 1934, Angelo Roncalli venne nominato delegato apostolico in Turchia. L'arcivescovo Roncalli fece scrivere il motto Ad Jesum per Mariam sulla porta della cappella della delegazione apostolica ad Istanbul in quanto credeva che la mariologia fosse la chiave per unire gli ortodossi; la Theotókos è una parte essenziale di questa credenza. Quando nel 1954 venne chiesto il suo parere riguardo alla proposta di una nuova festività dedicata alla Regalità di Maria, il cardinale Roncalli rispose di ritenere tale istituzione come non necessaria e, in prospettiva ecumenica, controproducente. Per le medesime ragioni, divenuto poi papa, declinò la richiesta di una definizione dogmatica della "maternità spirituale di Maria".
In particolare nell'ultima parte del suo pontificato, segnata dalle sofferenze personali legate al cancro, papa Giovanni concentrò la propria meditazione sull'Assunzione di Maria come evento cristologico: "Il mistero dell'Assunzione porta alla morte, alla nostra morte, ad un pacifico abbandono; ci rende familiari e ci riconcilia all'idea che il Signore sarà presente alla nostra agonia, per prendere nelle sue mani la nostra anima immortale."

### Paolo VI

Papa Paolo VI

Papa Paolo VI (1963–1978) tentò di presentare gli insegnamenti mariani della Chiesa con un nuovo orientamento ecumenico. Nella sua prima enciclica Ecclesiam Suam, il papa definì la Madonna l'ideale di perfezione cristiana. Egli richiese "devozione alla Madre di Dio come elemento importante nel vivere il Vangelo".
Durante il suo discorso per la chiusura della terza sessione del Concilio Vaticano II il 21 novembre 1964, Paolo VI proclamò "Maria Santissima Madre della Chiesa, che è madre dell'intero popolo di Dio, dei credenti e dei pastori." René Laurentin disse che la Commissione Teologica vaticana aveva considerato e poi rifiutato il titolo di "Madre della Chiesa" non perché questa accezione fosse sbagliata, ma bensì perché potesse prestarsi a fraintendimenti, ponendo quasi Maria al di fuori della Chiesa.
L'enciclica Mense maio pubblicata il 29 aprile 1965 era focalizzata sulla Vergine Maria, alla quale tradizionalmente il mese di maggio è dedicato come Madre di Dio. Paolo VI scrisse che Maria doveva essere pensata come la via per giungere a Cristo. Quindi coloro che incontrano Maria devono incontrare Cristo. Egli scrisse che la Regina del Paradiso aveva ricevuto piena fiducia da parte di Dio.
Nel 1966, con la sua enciclica Christi Matri, Paolo VI raccomandò il Rosario alla luce della Guerra del Vietnam e dei pericoli di una guerra atomica. Vennero invocati gli appellativi di Regina della Pace e di Madre della Chiesa per Maria: "Nulla sembra più appropriato e di valore che pregare con l'intera famiglia cristiana la Madre di Dio, che è invocata come Regina della Pace, pregandola di concederci abbondanti doni della sua bontà materna in mezzo a questi tempi così difficili. Vogliamo che siano offerte preghiere costanti e devote a quella che dichiariamo Madre della Chiesa, sua genitrice spirituale, durante la celebrazione del Concilio Vaticano II,
Paolo VI ha ritenuto il Rosario come il riassunto dell'insegnamento dell'intero Vangelo. Il suo nuovo messale includeva tutte le nuove preghiere mariane e con la sua esortazione del 1974 Marialis Cultus, egli nuovamente promosse la devozione mariana, in particolare l'Angelus e la preghiera del Rosario. Nel cinquantesimo anniversario dell'apparizione di Fátima, Paolo VI si recò in pellegrinaggio sul posto, il primo papa a fare un gesto del genere. Qui egli legò la venerazione di Maria alla salvezza dell'umanità.

### Giovanni Paolo II

Lo stemma di Giovanni Paolo II con la croce mariana

La direzione della chiesa cattolica durante l'ultima parte del XX secolo venne dominata dalla visione mariologica di Giovanni Paolo II, le cui prospettive di pontificato avevano una forte enfasi mariana. Egli volle personalmente ribadire il suo affidamento a Maria nel disegno del suo stemma pontificale utilizzando la croce mariana. Secondo L'Osservatore Romano, l'uso della croce mariana sullo stemma del papa era un distacco dai modelli tradizionali dell'araldica ed intendeva enfatizzare chiaramente la presenza della Vergine Maria sotto la croce del Calvario e quindi la sua partecipazione speciale al processo di redenzione dell'umanità.
Ancora giovane, Karol Wojtyla fu profondamente influenzato dagli scritti del sacerdote francese Louis-Marie Grignion de Montfort; egli rimase colpito particolarmente dalla Trattato della vera devozione alla Santa Vergine. Peter Hebblethwaite disse che la devozione mariana di Giovanni Paolo II era una combinazione della spiritualità francese del XVII secolo col nazionalismo polacco, dove l'essere cattolico è parte dell'identità polacca e dove Maria è invocata come "Regina della Polonia".
Papa Giovanni Paolo II attribuì la sua scampata morte al tentativo di assassinio del 13 maggio 1981 (festa della Madonna di Fátima) alla protezione di Maria. L'anno successivo compì un pellegrinaggio in Portogallo come ringraziamento.

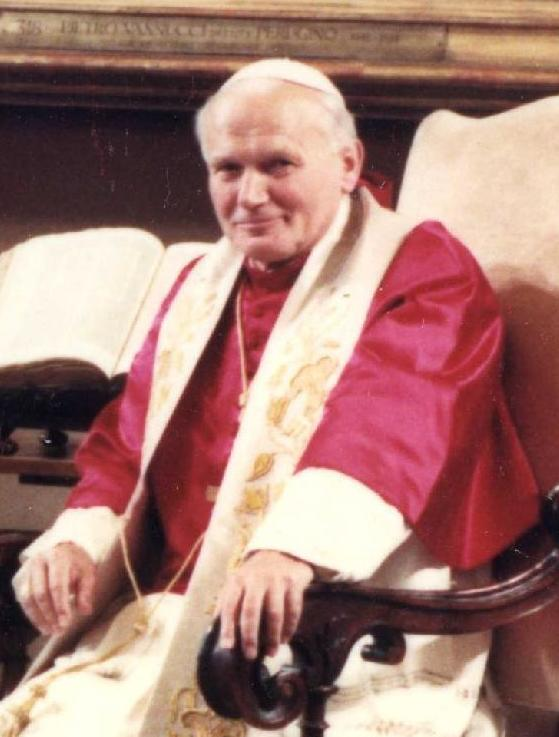
Papa Giovanni Paolo II

Nell'enciclica del 1987 dal titolo Redemptoris Mater presentata all'udienza generale del 17 settembre 1997, papa Giovanni Paolo II ripropose il titolo di Maria, madre della Chiesa. L'enciclica può essere considerata un sommario della mariologia moderna, introducendo anche nuovi punti. Secondo Giovanni Paolo II, la madre del Redentore ha un preciso posto nell'opera di salvezza dell'umanità.
Se il nome di "piena di grazia" dice tutto di lei, il contesto in cui l'annuncio dell'angelo ripropone l'elezione di Maria al ruolo di madre del Figlio di Dio. Ma nel contempo quel "piena di grazia" indica tutta la munificenza soprannaturale da cui Maria è stata scelta e destinata ad essere la madre di Cristo. Se quest'elezione è fondamentale per compiere il disegno salvifico di Dio per l'umanità, e se l'eterna scelta in Cristo e nella vocazione è quella di ciascuno di noi, l'elezione di Maria assume un valore eccezionale e unico. Qui è anche la singolarità e l'unicità del suo posto nel mistero di Cristo.

La lettera apostolica del 2002 dal titolo Rosarium Virginis Mariae di papa Giovanni Paolo II sul Rosario ha comunicato il suo voler focalizzare Maria nel suo motto personale, "Totus Tuus", ispirato chiaramente alle parole di San Louis de Montfort ed alla devozione mariana come totale consacrazione. In Rosarium Virginis Mariae, papa Giovanni Paolo II cita Louis de Montfort, dicendo:
La nostra totale perfezione consiste nell'essere conformati, uniti e consacrati a Gesù Cristo. La più perfetta delle devozioni è indubbiamente quella che conforma, unisce e consacra a Gesù Cristo. Ora, dal momento che Maria di tutte le creature la più conformata a Gesù Cristo, se ne deduce che tutte le devozioni che si consacrano e conformano al Signore sono devozioni a Maria, sua Santa Madre, e che quanto più un'anima è consacrata a lei quanto più è consacrata a Gesù Cristo.

### Benedetto XVI
Papa Benedetto XVI ha continuato il programma mariologico intrapreso da Giovanni Paolo II per la ridirezione dell'intera Chiesa ed assicurare un autentico approccio cristologico con un ritorno alla "piena verità su Maria". Ancora da cardinale, Ratzinger, scrisse:
È necessario tornare a Maria se vogliamo tornare alla "verità su Gesù Cristo," "verità sulla Chiesa" e "verità sull'uomo".

### Papa Francesco
In un'omelia, papa Francesco ha comparato Maria ai piedi della croce come la madre dei prigionieri che ha incontrato a Buenos Aires.

## Documenti pontifici mariologici
Bolle papali
- Dominici gregis
- Ineffabilis Deus, che stabilì il dogma dell'Immacolata Concezione
- Bis saeculari
- Munificentissimus Deus, che stabilì il dogma dell'Assunzione di Maria

Encicliche
- Ad diem illum
- Deiparae Virginis Mariae
- Ingruentium malorum
- Fulgens corona
- Ad Caeli Reginam
- Redemptoris Mater
- Auspicia quaedam

Lettere apostoliche
- Gloriosae Dominae
- Marialis Cultus
- Rosarium Virginis Mariae